# Salam Pax

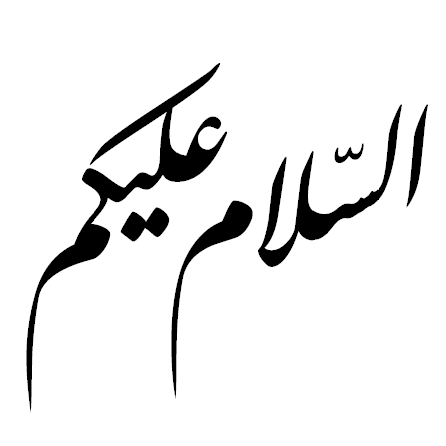
„Pokój Wam” w języku arabskim

Salam Pax, właśc. Salama Abdulmunema (arab.: سلام عبد المنعم), lub Salam al-Janabi (arab. سلام الجنابي) – bloger znany z relacjonowania na bieżąco z Bagdadu na prowadzonym przez siebie blogu Where is Raed? przebiegu inwazji na Irak z 2003 r., będącej częścią II wojny w Zatoce Perskiej. Przybrany przez blogera pseudonim składa się ze słowa "pokój" przetłumaczonego na język arabski (salām) oraz łaciński (pāx). Prowadzony przez Salama Paxa blog był jednym z pierwszych indywidualnych (prowadzonych przez jedną osobę) blogów na świecie o międzynarodowym znaczeniu.
Zapiski z bloga Salama Paxa zostały wydane w Polsce już w 2003 r. w formie publikacji książkowej „Blog z Bagdadu. Zapiski tajemniczego Irakijczyka”.

## Życiorys
Salam Abdulmunem (imię używane obecnie, pochodzące do Abd al-Munima) urodził się w zamożnej, sekularyzowanej rodzinie bagdadzkiej w 1973 r.. Jego ojcem jest sunnita Adnan al-Janabi, ekonomista, polityk oraz przywódca iracki, matką była iracka szyitka, sam Salam zaś określał się jako osoba sceptycznie nastawiona do religii. W wieku 5 lat wyjechał z rodzicami do Wiednia, skąd cała rodzina powróciła do Bagdadu pięć lat później. Salam Pax powrócił do Wiednia w wieku 16 lat, podejmując nauką w Vienna International School. Do Iraku powrócił w 1995 r., gdzie podjął studia architektoniczne na bagdadzkim uniwersytecie. Pierwsze dwa lata spędzone ponownie w kraju wspominał później jako najtrudniejszy okres w swoim życiu

Czułem się zagubiony gdzieś między Wschodem a Zachodem. Przez długi czas nie wiedziałem, do którego miejsca należę

Po ukończeniu studiów pracował jako konsultant architektoniczny, czasami podejmował się również pracy tłumacza dla zagranicznych dziennikarzy przed oraz w czasie inwazji na Irak. W tym samym czasie został popularnym angielskojęzycznym blogerem pod pseudonimem Salam Pax, pisząc od 4 czerwca 2003 r. dla The Guardian.
W 2007 r. musiał opuścić Irak przeprowadzając się do Londynu, następnie przeniósł się do Bejrutu. Salam Pax powrócił do Bagdadu w 2009 r., gdzie rozpoczął pracę jako Communications Officer dla UNICEF w Iraku.